# Seinsheim
Seinsheim là một đô thị thuộc huyện Kitzingen trong bang Bayern của nước Đức.